# Діді
Валдір Перейра (порт. Valdir Pereira / Waldyr Pereira; (8 жовтня 1928, Кампус-дус-Гойтаказіс — 12 травня 2001, Ріо-де-Жанейро), відоміший під іменем Діді (порт. Didi) — колишній бразильський футболіст, опорний півзахисник. За збірну Бразилії провів 68 матчів і забив 20 голів. Дворазовий чемпіон світу (1958, 1962). Був автором удару під назвою «сухий лист» (Folha Seca). Автор першого голу в історії стадіону «Маракана», забитого 15 червня 1950 року в матчі збірних штату Ріо-де-Жанейро та штату Сан-Паулу (перемога штату Сан-Паулу 3:1). Після завершення кар'єри футболіста працював тренером. 2000 року, за рік до смерті, був включений до Зали Слави ФІФА, того ж року був удостоєний пам'ятного знака на воротах Маракани.
«Я — ніщо, в порівнянні з Діді. Я ніколи не буду кращим, ніж він. Він — мій ідол, він хлопець, на якого я дивлюся знизу вгору. Найперші картинки, які я купив, були з його портретом». Пеле

## Досягнення

### Як гравець

#### Командні
- Чемпіон турніру міста Кампус-дус-Гойтаказіс: 1946
- Чемпіон штату Ріо-де-Жанейро (4): 1951, 1957, 1961, 1962
- Володар Кубка Ріо: 1952
- Переможець Панамериканського чемпіонату: 1952
- Володар Кубка муіціпалітету Парани: 1954
- Фіналіст Кубка Америки (3): 1953, 1957, 1959 (Аргентина)
- Володар Кубка Атлантики (2): 1958, 1961
- Володар Кубка Освалдо Круза (2): 1958, 1961
- Чемпіон світу (2): 1958, 1962
- Володар Кубка європейських чемпіонів: 1960
- Володар Кубка Бразилії (5): 1961, 1962, 1963, 1964, 1965
- Володар Кубка Лібертадорес (2): 1962, 1963
- Володар Міжконтинентального кубка (2): 1962, 1963
- Чемпіон турніру Ріо-Сан-Паулу (3): 1963, 1964, 1966

#### Особисті
- Найкращий футболіст чемпіонату світу: 1958

### Як тренер
- Чемпіон Бразилії (1): 1986 («Сан-Паулу»)
- Чемпіон Японії (1): 1993
- Чемпіон штату Сан-Паулу (2): 1973 («Сантос»), 1986 («Сан-Паулу»)
- Чемпіон штату Сеара (1): 1985 («Форталеза»)
- Володар Суперкубка Туреччини (2): 1973, 1975
- Чемпіон Туреччини (2): 1973-74, 1974-75